# مایکل بهی

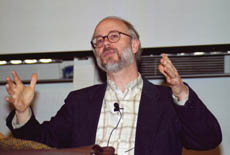
مایکل بهی در دانشگاه مین در سخنرانی DPC

مایکل جی بهی (به انگلیسی: Michael J. Behe) (زاده ۱۸ ژانویه ۱۹۵۲ میلادی) نویسنده و بیوشیمی دان آمریکایی و از طرفداران مکتب شبه‌علمی طراحی هوشمند است و کتُب زیادی در این مورد نوشته است . او در حال حاضر استاد بیوشیمی در دانشگاه لیهای در پنسیلوانیا و یکی از اعضای ارشد مرکز علوم و فرهنگ مؤسسه دیسکاوری است. تا به حال بهی در چندین پرونده دادگاهی مرتبط با طراحی هوشمند حضور داشته‌است که از جمله آنها می‌توان به پرونده دادگاه کیتزلیول اشاره کرد که در نهایت دادگاه به این رای داد که طراحی هوشمند علمی نیست و دارای ماهیتی مذهبی است. بهی به خاطر استدلالش در زمینه پیچیدگی نافروکاستنی(یا تجزیه ناپذیر) که ادعا می‌کند برخی از ساختارهای بیوشیمیایی پیچیده، با  صرف سازوکارهای فرگشتی قابل توضیح نیستند و احتمالاً نتیجه‌ی طراحی هوشمندانه می‌باشند، شناخته می‌شود.